# Goanna
O termo goanna faz referência a diversos lagartos-monitores da Austrália, englobando cerca de 30 espécies, sendo que 25 delas são encontradas apenas na referida localidade.